# سيزار غالاردو
سيزار غالاردو (1896 – 1989) هو مبارز بالسيف أوروغواياني راحل، مثّل بلاده في الألعاب الأولمبية الصيفية 1948.

## روابط خارجية
سيزار غالاردو على موقع أوليمبيديا (الإنجليزية)